# Курахара, Корэёси
Корэёси Курахара (яп. 蔵原惟繕 курахара корэёси), англ. Koreyoshi Kurahara. (31 мая 1927, Кучинг, Саравак, Малайзия — 28 декабря 2002, Йокогама, Япония) — японский кинорежиссёр и сценарист. Получил известность благодаря популярным лентам о «солнечном племени» («Сезон страстей», 1960) и картинам в жанре якудза эйга (один из лучших образцов жанра — его дебютная работа «Я жду», 1957), снятых им в 1950-х — 1960-х годах в кинокомпании «Никкацу».

## Биография
Родившийся на острове Борнео в городе Кучинг (королевство Саравак, ныне один из штатов Малайзии) Корэёси был племянником литературоведа Корэхито Курахары. В марте 1945 года еще не достигший восемнадцатилетия Корэёси был призван в ВМС. Демобилизовался по окончании войны. С 1946 года учился на факультете кино в колледже искусств при Университете Нихон. По окончании учёбы, в 1952 году устроился в киотскую студию кинокомпании «Сётику» помощником режиссёра. В 1954 году перешёл в компанию «Никкацу», где в течение трёх лет был главным ассистентом у режиссёра Эйсукэ Такидзавы. Ассистировал также и другим режиссёрам: Кацуми Нисикава, Ко Накахира (в том числе на известной его картине «Безумный плод», 1956).
Дебютировал в режиссуре, поставив в 1957 году криминальную драму по сценарию Синтаро Исихары «Я жду» об одиноком владельце кафе, бывшем боксёре, который спас девушку от суицида, но её дружки-гангстеры начинают преследовать их. Кинолента получила признание за использование смелых ракурсов и экспрессионистского освещения, что позволило причислить её к лучшим образцам нуара. Немаловажным фактором успеха картины было исполнение главной роли крутым парнем и идолом японской молодёжи тех лет Юдзиро Исихарой, который затем сыграл в других работах режиссёра: «Скорость ветра 40 метров», «Разборки в шторм» (оба — 1958), «Любовная история Гиндзы», «Как я тебя ненавижу!» (оба — 1962) и др. ; в последних двух его партнёршей была Рурико Асаока и эти киноленты были большими хитами своего времени.
Фильмы Курахары были особо отмечены за их использование джазовых саундтреков. Так например, эта музыка была описательным элементом в фильме «Чёрное солнце» (1964), повествующем о японском джазовом фанате, который помог чернокожему солдату, ушедшему в самоволку после убийства белого человека. Этот фильм был одним из нескольких, где Курахара говорил о более серьёзных проблемах. Среди них были «Пламя преданности» (1964), поэтический рассказ о браке, разрушенном войной; «Хроника любви и смерти» (1966), о любви девушки к парню, поражённому лучевой болезнью; «Жажда любви» (1967), адаптация романа Юкио Мисимы о сексуальной напряжённости в отношениях между вдовой, сожительствующим с ней свёкром и молодым садовником, которого она любит. Некоммерческие качества последнего фильма подвигли «Никкацу» отложить его выпуск, и Курахара покинул студию, чтобы работать свободным художником, сделав при этом серию коммерческих хитов, снятых на зарубежном материале и с участием иностранных капиталов. Среди них была ещё одна совместная работа с Юдзиро Исихарой «Пять тысяч километров к славе» (1969).
В 1970-е — 1980-е годы поставил не так много фильмов, в совершенно непривычных для него жанрах. «Двое в Амстердаме» (1975), мелодрама с участием дуэта Кэйко Киси — Кэнъити Хагивара была снята на волне большого успеха ленты с этими же актёрами «Обещание» (1972, реж. Коити Сайто). В эти же годы много работал на телевидении, снимая сериалы. Талант Курахары неожиданно проявился в документалистике: его фильм «Ледниковый лис» (1978) о диких лисицах на Хоккайдо имел успех в коммерческом прокате. Затем снял ещё один документальный фильм о животных «История слона» (1980), показав успешный пример семейного фильма. Снятая в 1980 году совместно с другим признанным мастером режиссуры Киндзи Фукасаку не первая уже экранизация бестселлера Ицуки Хироюки «Врата юности» о молодом рабочем, рано потерявшем родителей, демонстрировалась в советском кинопрокате. Самый большой коммерческий успех ожидал фильм Курахары «Антарктическая история» (1983) о собаках, оставленных в антарктической экспедиции, собравший в национальном прокате 5,9 миллиардов иен и ставший на тот момент самым кассовым фильмом в японской истории. Этот рекорд был побит только в 1997 году анимационным фильмом Хаяо Миядзаки «Принцесса Мононоке». В его фильме «Клубничная дорога» (1991) запечатлён опыт японского эмигранта, работающего на ферме по выращиванию клубники в Калифорнии. Последний фильм режиссёра «Хиросима» (1995) снят совместно с канадско-американским режиссёром Роджером Споттисвудом для телевидения.
Несмотря на популярность многих его поздних фильмов, критики в большинстве своём считают, что наиболее интересные ленты Курахары сделаны в период его работы на «Никкацу».
Умер в возрасте 75 лет в больнице Йокогамы от пневмонии.

## Награды
В 1991 году за заслуги в области культуры Корэёси Курахара был награждён Медалью Почёта с пурпурной лентой.

## Премии и номинации
Кинопремия Японской академии
- Церемония награждения 2003 года

- Специальная награда председателя Японской академии за карьеру (посмертно).

Международный кинофестиваль в Западном Берлине (1984)
- Номинация на Главный приз фестиваля «Золотой медведь» — фильм «Антарктическая история».

Кинопремия «Майнити»
- Церемония награждения 1984 года

- Приз зрительских симпатий читателей журнала «Майнити» — «Антарктическая история».

- Церемония награждения 2003 года

- Специальная премия за карьеру (посмертно).

## Интересные факты
- Постановщик эротических лент в жанре пинку эйга кинокомпании «Никкацу» 1970-х годов Корэцугу Курахара является младшим братом[9] Корэёси Курахары.

## Фильмография
| Год         | Название по-русски                                                    | Оригинальное название             | Название на ромадзи                 | Английское название в международном прокате | Исполнители главных ролей                       |
| ----------- | --------------------------------------------------------------------- | --------------------------------- | ----------------------------------- | ------------------------------------------- | ----------------------------------------------- |
| 1950-е годы |                                                                       |                                   |                                     |                                             |                                                 |
| 1957        | «Я жду»                                                               | 俺は待ってるぜ                    | Ore wa matteru ze                   | I Am Waiting                                | Юдзиро Исихара, Миэ Китахара, Томио Аоки        |
| 1958        | «Человек в тумане»                                                    | 霧の中の男                        | Kiri no naka no otoko               | A Man in the Fog                            | Хироси Кондо, Кэндзи Каваи, Томио Аоки          |
| 1958        | «Скорость ветра 40 метров»                                            | 風速４０米                        | Fûsoku yonjû mêtoru                 | A Man Who Rode the Typhoon                  | Юдзиро Исихара, Миэ Китахара, Дзюкити Уно       |
| 1958        | «Разборки в шторм»                                                    | 嵐の中を突っ走れ                  | Arashi no naka o tsuppashire        | Showdown in the Storm                       | Юдзиро Исихара, Миэ Китахара, Томио Аоки        |
| 1959        | «Третий убийца»                                                       | 第三の死角                        | Dai san no shikaku                  | Third Assassin / The Third Blind Spot       | Хироюки Нагато, Масаюки Мори, Эйдзиро Тоно      |
| 1959        | «Огонь взрыва»                                                        | 爆薬に火をつけろ                  | Bakuyaku ni hi o tsukero            | Light the Explosive!                        | Акира Кобаяси, Мари Сираки, Масуми Окада        |
| 1959        | «Человек, пришедший со дна моря»                                      | 海底から来た女                    | Kaitei kara kita onna               | The Man Who Came from the Bottom of the Sea | Хисако Цукуба, Тамио Кавати, Томио Аоки         |
| 1959        | «Адский угол»                                                         | 地獄の曲り角                      | Jigoku no magarikado                | Hell's Corner / A Turning to Hell           | Рёдзи Хаяма, Михоко Инагаки, Ёко Минамида       |
| 1959        | «Наша эра»                                                            | われらの時代                      | Warera no jidai                     | The Age of Our Own                          | Хироюки Нагато, Нобуо Канэко, Мисако Ватанабэ   |
| 1960-е годы |                                                                       |                                   |                                     |                                             |                                                 |
| 1960        | «Шантаж»                                                              | ある脅迫                          | Aru kyôhaku                         | A Certain Menace                            | Нобуо Канэко, Акира Нисимура, Мари Сираки       |
| 1960        | «Сезон страстей»                                                      | 狂熱の季節                        | Kyônetsu no kisetsu                 | The Hot Season / The Warped Ones            | Тамио Кавати, Эйдзи Го, Хироюки Нагато          |
| 1961        | «Безрассудство»                                                       | 破れかぶれ                        | Yabure kabure                       | Desperation                                 | Тамио Кавати, Эйдзи Го, Мисако Ватанабэ         |
| 1961        | «До тех пор, пока у нас есть молодёжь»                                | この若さある限り                  | Kono wakasa aru kagiri              | So Long as We Have Youth                    | Мицуо Хамада, Саюри Ёсинага, Масао Симидзу      |
| 1961        | «Игрок в море»                                                        | 海の勝負師                        | Umi no shôbushi                     | Gambler in the Sea                          | Дзё Сисидо, Рэйко Сасамори, Санаэ Накахара      |
| 1961        | «Струи, идущие сквозь бурю»                                           | 嵐を突っ切るジェット機            | Arashi o tsukkiru jetto-ki          | The Jet That Cuts through the Storm         | Акира Кобаяси, Рэйко Сасамори, Рёдзи Хаяма      |
| 1962        | «Мексиканский странник»                                               | メキシコ無宿                      | Mekishiko mushuku                   | Mexico Wanderer                             | Дзё Сисидо, Рэйко Сасамори, Рёдзи Хаяма         |
| 1962        | «Любовная история Гиндзы»                                             | 銀座の恋の物語                    | Ginza no koi no monogatari          | Ginza Love Story                            | Юдзиро Исихара, Рурико Асаока, Масао Симидзу    |
| 1962        | «Как я тебя ненавижу!» («Этот ужасный парень»)                        | 憎いあンちくしょう                | Nikui an-chikushô                   | I Love You, Damnit!                         | Юдзиро Исихара, Рурико Асаока, Хироюки Нагато   |
| 1962        | «Стеклянный Джонни: Выглядит как зверь»                               | 硝子のジョニー 野獣のように見えて | Garasu no Jonî: Yajû no yô ni miete | Glues Johnny: Look Like a Beast             | Дзё Сисидо, Идзуми Асикава, Томио Аоки          |
| 1963        | «Нет там ничего интересного?»                                         | 何か面白いことないか              | Nanika omoroi koto nai ka           | Isn' t There Anything Interesting?          | Юдзиро Исихара, Рурико Асаока, Осаму Такидзава  |
| 1964        | «Чёрное солнце»                                                       | 黒い太陽                          | Kuroi taiyô                         | Black Sun                                   | Тамио Кавати, Чико Роланд, Юко Тисиро           |
| 1964        | «Пламя преданности» (в прокате СССР — «Пламя верности»)               | 執炎                              | Shûen                               | Flame of Devotion / Running Fever           | Рурико Асаока, Дзюдзо Итами, Дзюкити Уно        |
| 1965        | «Песня рассвета»                                                      | 夜明けのうた                      | Yoake no uta                        | Song of Daybreak                            | Рурико Асаока, Мицуо Хамада, Тиэко Мацубара     |
| 1966        | «Хроника любви и смерти»                                              | 愛と死の記録                      | Ai to shi no kiroku                 | A Record of Love and Death                  | Тэцуя Ватари, Саюри Ёсинага, Осаму Такидзава    |
| 1967        | «Жажда любви»                                                         | 愛の渇き                          | Ai no kawaki                        | Thirst for Love                             | Рурико Асаока, Нобуо Накамура, Тэцуо Исидатэ    |
| 1969        | «Пять тысяч километров к славе»                                       | 栄光への５０００キロ              | Eiko e no 5,000 kiro                | Safari 5.000                                | Юдзиро Исихара, Рурико Асаока, Тосиро Мифунэ    |
| 1970-е годы |                                                                       |                                   |                                     |                                             |                                                 |
| 1973        | «Закат, восход»                                                       | 陽は沈み陽は昇る                  | Hi wa shizumi, hi wa noboru         | Sunset, Sunrise                             | Розмари Декстер, Такэси Обаяси, Росэ Огава      |
| 1975        | «Двое в Амстердаме»                                                   | 雨のアムステルダム                | Ame no Amsterdam                    | Two in the Amsterdam Rain                   | Кэйко Киси, Кэнъити Хагивара, Рэнтаро Микуни    |
| 1978        | «Ледниковый лис» (док.)                                               | キタキツネ物語                    | Kita-kitsune monogatari             | The Glacier Fox                             | Эйдзи Окада — рассказчик                        |
| 1980-е годы |                                                                       |                                   |                                     |                                             |                                                 |
| 1980        | «История слона» (док.)                                                | 象物語                            | Zou monogatari                      | Elephant Story                              | Эйдзи Окада — рассказчик                        |
| 1981        | «Врата юности» (сорежиссёр — Киндзи Фукасаку)                         | 青春の門                          | Seishun no mon                      | The Gate of Youth                           | Бунта Сугавара, Кэйко Мацудзака, Кодзи Цурута   |
| 1982        | «Врата юности. Часть II»                                              | 青春の門 自立篇                   | Seishun no mon: Jiritsu hen         | The Gate of Youth: Independence Chapter     | Каори Момои, Коити Сато, Кинносукэ Накамура     |
| 1983        | «Антарктическая история» («Антарктика»)                               | 南極物語                          | Nankyoku monogatari                 | Antarctica                                  | Кэн Такакура, Эйдзи Окада, Со Ямамура           |
| 1985        | «Весенний звонок»                                                     | 春の鐘                            | Haru no kane                        | Spring Bell                                 | Кинъя Китаодзи, Эйдзи Окада, Кёко Кисида        |
| 1986        | «Дорога»                                                              | 道                                | Michi                               | The Road                                    | Тацуя Накадай, Мивако Фудзитани, Хироюки Нагато |
| 1988        | «К морю» («Вижу тебя»)                                                | 海へ                              | Umi e                               | To the Sea / See You                        | Кэн Такакура, Дзюнко Сакурада, Филипп Леруа     |
| 1990-е годы |                                                                       |                                   |                                     |                                             |                                                 |
| 1991        | «Клубничная дорога»                                                   | ストロベリーロード                | Sutoroberi rodo                     | Strawberry Road                             | Кэн Мацудайра, Мако, Тосиро Мифунэ              |
| 1995        | «Хиросима» (ТВ фильм, Канада — Япония, сорежиссёр: Роджер Споттисвуд) |                                   |                                     | Hiroshima                                   | Линн Адамс, Уэсли Эдди, Аллен Олтмен            |

## Комментарии
1. ↑  Кинофильмы о «солнечном племени» — множество фильмов, появившихся на японских киноэкранах в 1956 году вслед за кинолентой «Солнечный сезон» режиссёра Такуми Фурукавы, поставленному по роману Синтаро Исихары (он был автором и других экранизированных романов о «солнечном племени»). Все эти фильмы объединены одной тематикой — показом бунтующей молодёжи против мира взрослых. Фильмы этой тематики были популярны вплоть до начала 1960-х годов.
2. ↑  В советском прокате фильм демонстрировался с февраля 1970 года под названием «Пламя верности», р/у Госкино СССР № 2145/69 (до 15 июля 1976 года) — опубликовано: «Каталог фильмов действующего фонда. Выпуск II: Зарубежные художественные фильмы», Инф.-рекл. бюро упр. кинофикации и кинопроката комитета по кинематографии при Совете министров СССР, М.-1972, стр. 106. Под названием «Пламя преданности» фильм распространён на торрент-трекерах в сети Интернет.
3. ↑  В советском прокате фильм демонстрировался с 1972 года, р/у Госкино СССР № 2006/71 (до 15 января 1978 года) — опубликовано: «Аннотированный каталог фильмов, выпущенных в 1972 году», Инф.-рекл. бюро упр. кинофикации и кинопроката комитета Совета министров СССР по кинематографии, М.-1973, стр. 95.
4. ↑  Фильм демонстрировался в советском кинопрокате с февраля 1983 года, р/у Госкино СССР № 1903382 — опубликовано: «Аннотированный каталог фильмов, выпущенных в 1983 году», М.: Всесоюзное объединение «Союзинформкино» Госкино СССР — 1984, С. 74.